# Jules Jacques Labatut
Jules Jacques Labatut (Toulouse, 1851-Biarritz, 1935) es un escultor francés.

## Datos biográficos

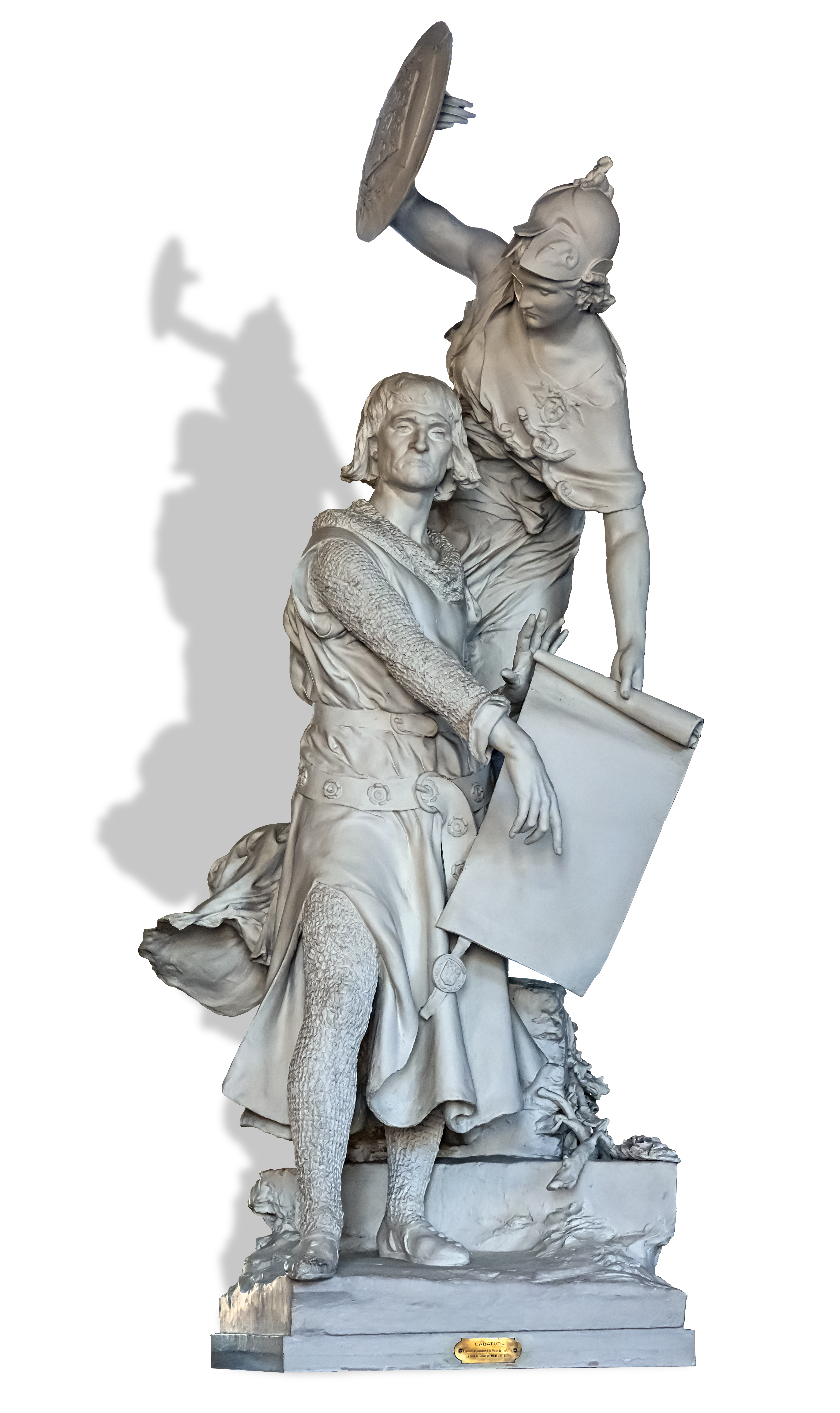
Salón de los Ilustres del Capitolio de Toulouse. Raymond VI annonce à la ville de Toulouse la mort de Simon de Montfort 1218

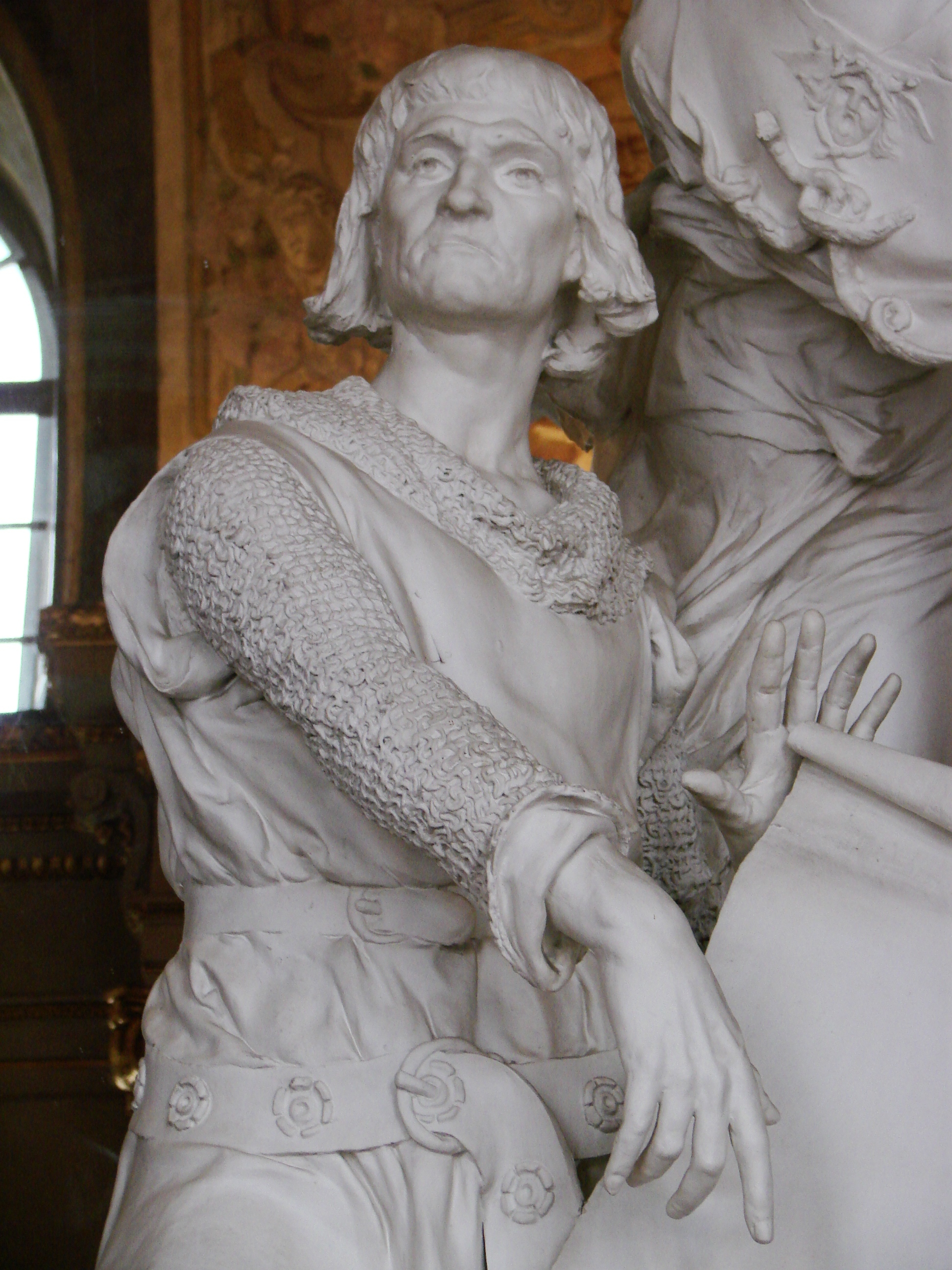
Salón de los Ilustres del Capitolio de Toulouse. Detalle del anterior

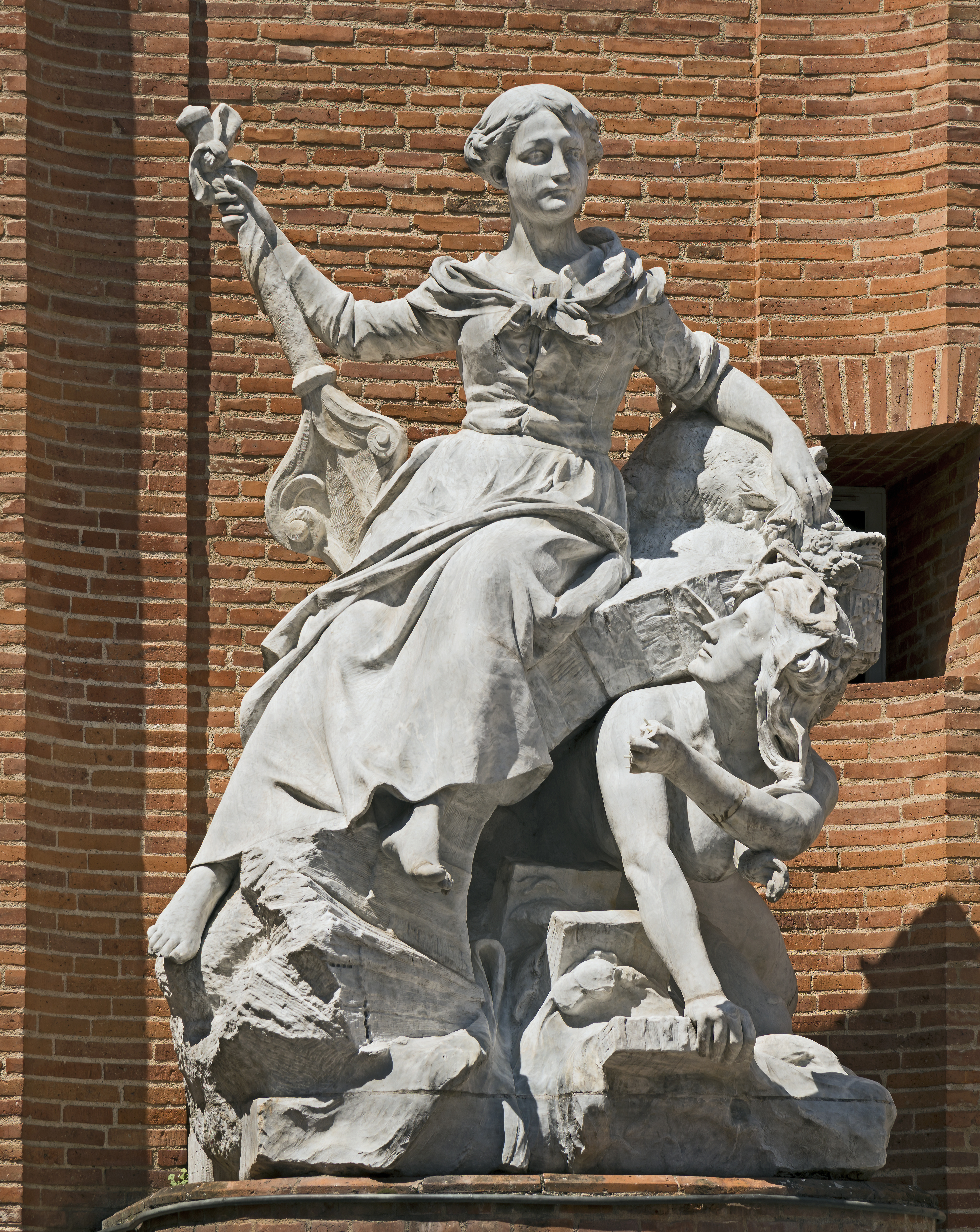
Garona en Toulouse. 1907

Nacido en Toulouse, el 30 de julio de 1851.
Se trasladó a París, donde fue alumno de la École nationale supérieure des beaux-arts. Allá asistió a los talleres de Antonin Mercié, François Jouffroy y Ernest-Eugène Hiolle.
A los treinta años, en 1881, participa y obtiene el primer Premio de Roma en escultura, por delante de Augustin-Pierre-Charles Peène, segundo. La obra presentada es un bajorrelieve en yeso titulado en francés: Tyrtée chantant ses Messéniennes devant les Lacédemoniens. La obra queda en propiedad del Estado francés y es depositada según dicta el reglamento del concurso en la escuela de Bellas Artes de París, donde se ha conservado desde entonces con el código de inventario PRS 70
gracias al premio viajó a Roma. Allí permaneció pensionado en la Villa Médici, un palacio que es sede de la Academia de Francia.
Durante su primer año de estancia en Italia , bajo la dirección de Louis-Nicolas Cabat, realizó un busto que retrata al arquitecto JJ Esquié que, como Labatut, también era nativo de Toulouse. El modelo en yeso fue enviado a París, donde fue utilizado como modelo para la fundición de un bronce. Esta pieza metálica fue presentada en el Salón de París de 1886, adquirida por el Museo de los Agustinos de Toulouse en 1953 y posteriormente cedida a la agencia de los Edificios de Francia de Toulouse que la conserva en depósito.
En 1888 realizó un dibujo a lápiz de plomo sobre papel de una escultura que fue presentada en el Salón de París de ese año. Representa a un hombre sentado a caballo sobre una roca, desenvainando una espada. Este dibujo fue adquirido por el estado en 1933. Tras permanecer en el Palacio de Luxemburgo, pasó al departamento de artes gráficas del Museo del Louvre. 
También en esta colección se conserva un dibujo realizado en tinta violeta, que retrata una escultura de una mujer arrodillada vista de frente.
Para el Museo de las Bellas Artes de Nantes, preparó una maqueta en yeso de la alegoría de la Tapicería, titulada en francés: La Tapisserie ou le Tissage des Tapis. 
Esta obra estaba pensada para adornar una de las fachadas del Museo. Este edificio fue construido en 1893 según los planos del arquitecto de Nantes, Clément-Marie Josso, e inaugurado en 1900.
Es también el autor de un grupo escultórico en yeso, que representa a Raimundo VI anunciando a la villa de Toulouse la concesión de sus libertades acordados, tras la muerte de Simón de Montfort. Esta obra fue un encargo del Estado francés, presentada en el Salón de París de 1894 y realizada para el Salón de los Ilustres del Capitolio de Toulose , donde se conserva.
El escultor falleció en Biarritz en 1935.

## Obras
Entre las mejores y más conocidas obras de Jules Jacques Labatut se incluyen las siguientes:
- Tirteo cantando sus Mesaninas frente a los espartanos

Tyrtée chantant ses Messéniennes devant les Lacédemoniens. Bajorrelieve en yeso 1881.
- Mujer arrodillada, vista de frente

Femme à genoux, vue de face . Dibujo a tinta sobre papel
- Hombre a caballo sobre una roca, la mano derecha sobre la vaina de una espada

Homme à cheval sur un rocher, la main droite posée sur la lame d'une épée .Dibujo a lápiz sobre papel
- Busto del arquitecto Esquié

Buste de l´arquitecte Esquie
- La Tapicería o el hilado de Tapices

La Tapisserie ou le Tissage des Tapis
- Raimundo VI anuncia a la Villa de Toulouse la muerte de Simón de Montfort en 1218

Raymond VI annonce à la ville de Toulouse la mort de Simon de Montfort 1218
- La impresión - L'Imprimerie

figura alegórica de mármol en la Bibliothèque nationale de París (II Distrito).
El arco que da al patio está decorado con cuatro estatuas alegóricas. La impresión, Jules Jacques Labatut, y La moneda, Just Becquet, adornan el lado izquierdo, mientras que El grabado de Jean-Baptiste Hugues y Caligrafía, Jules Félix Coutan ocupan el lado derecho.